# Mało upalne lato
Mało upalne lato – polski film fabularny z 2004 roku. Okres zdjęciowy trwał od 27 kwietnia do 5 czerwca 2004

## Obsada
- Wojciech Starostecki - Ksiądz Dobrodziej
- Katarzyna Ankudowicz - Panna Blondynka
- Aleksandra Kisio - Panna Szatynka
- Magdalena Gnatowska - Fotografka
- Beata Dorf - Piękna Pani
- Violetta Kołakowska - Literatka
- Magdalena Karel - Diablica
- Marta Kownacka - Ciotka Blondynki
- Sławomir Jóźwik - Wydawca
- Monika Piskorowska - Marzena
- Janusz Grudziński - Gitarzysta